# C-V特性曲线
C-V特性曲线（电容电压特性曲线）是用来测量半导体材料和器件的一种方法。当所加电压改变时，电容被测出。方法是使用金属-半导体结（肖特基势垒）或者PN结或者场效应管来得到耗尽层（其中载流子被全部抽走，但仍然有离子化的施主或晶体缺陷）。当电压改变时，耗尽层深浅也发生变化。

## 应用
该测量方法可以得到关于半导体掺杂，晶体缺陷之类的特性。

场效应管在不同栅极厚度下的C-V特性曲线。

## 金属-氧化物-半导体结构的C-V特性
金属-氧化物-半导体结构是MOSFET的一部分，用来控制晶体管沟道中势垒的高低。
对于一个n通道MOSFET来说，该结构的工作特性可分为三个部分，分别与右图对应：

### 累積區 (Accumulation region)
當施加 VGB < 0 時，在n區域的表面會形成一個p通道。 電洞濃度的增加意味著電容增加，如附圖C-V曲線左側部分所示。

### 空乏區(Depletion region)
當一個小的正電壓VGB > 0施加在閘極與基極端（如圖）時，價帶邊緣被推離費米能階，此時基體的電洞遠離閘極, 電洞濃度減少，造成低載子濃度, 此時電容變低（如C-V曲線中間所示）。

### 反轉區(Inversion region)
當VGB > 0 且夠強時，接近閘極端的電子濃度會超過電洞。這個在p-type半導體中，電子濃度（帶負電荷）超過電洞（帶正電荷）濃度的區域，便是所謂的反轉層（inversion layer），如C-V曲线右侧所示。
MOS電容的特性決定了金氧半場效電晶體的操作特性，但是一個完整的金氧半場效電晶體結構還需要一個提供多數載流子（majority carrier）的源極以及接受這些多數載子的汲極。